# The Greatest Hits (альбом Il Divo)
The Greatest Hits — сборный альбом группы Il Divo, созданной британским продюсером Саймоном Коуэллом в 2004 году. Альбом был выпущен 26 ноября 2012 года. Продюсеры — Давид Крюгер, Пер Магнуссон, Стив Мак и Эш Хоус.

## Состав
Альбом был выпущен в двух изданиях: обычном и подарочном. Первое содержало в себе 18 песен, записанных на одном CD, второе — тот же диск плюс ещё один с 13 треками. Также было выпущено The Greatest Hits - Deluxe Limited, содержащее полную ретроспективу работ группы: 7 CD, 5 DVD, а также книгу в твёрдом переплёте и театральный бинокль. Последнее было выпущено ограниченным тиражом в 3000 копий.
Для альбома помимо уже исполнявшихся ранее группой песен было записано несколько новых.

## Список композиций
| №   | Название                                    | Автор(ы)                                             | Длительность |
| --- | ------------------------------------------- | ---------------------------------------------------- | ------------ |
| 1.  | «My Heart Will Go On»                       | Джеймс Хорнер, Уилл Дженнингс                        | 4:19         |
| 2.  | «I Will Always Love You (Siempre Te Amaré)» | Долли Партон                                         | 4:16         |
| 3.  | «Can't Help Falling in Love»                | Джордж Дэвид Вайс, Хьюго Перетти, Луиджи Креаторе    | 4:14         |
| 4.  | «Alone (Solo)»                              | Билли Стейнберг, Руди Перес                          | 4:32         |
| 5.  | «Unchained Melody (Senza Catene)»           | Алекс Норт, Хай Зарет                                | 3:49         |
| 6.  | «Amazing Grace»                             |                                                      | 4:30         |
| 7.  | «Hero»                                      | Уолтер Афанасьефф, Мэрайя Кэри                       | 4:18         |
| 8.  | «Un-Break My Heart (Regresa A Mi)»          | Дайан Уоррен                                         | 4:40         |
| 9.  | «Somewhere»                                 | Леонард Бернстайн, Стивен Сондхайм                   | 3:30         |
| 10. | «Passerà»                                   | Алеандро Бальди, Джанкарло Багацци, Марко Фаладжани  | 4:41         |
| 11. | «All by Myself (Solo Otra Vez)»             | Эрик Кармен                                          | 3:54         |
| 12. | «Mama»                                      | Quiz & Larossi                                       | 3:19         |
| 13. | «Адажио»                                    | Альбинони/Джадзотто                                  | 4:37         |
| 14. | «Without You (Desde el dia que te fuiste)»  | Том Эванс, Пит Хэм                                   | 3:53         |
| 15. | «Карузо»                                    | Лучо Далла                                           | 3:54         |
| 16. | «Don't Cry for Me Argentina»                | Эндрю Ллойд Уэббер, Тим Райс                         | 5:16         |
| 17. | «My Way (A Mi Manera)»                      | Клод Франсуа, Жак Рево, Пол Анка                     | 4:29         |
| 18. | «Time to Say Goodbye (Con Te Patirò)»       | Франческо Сартори, Лучио Кварантотто, Франк Петерсон | 4:21         |

Второй диск (подарочное издание)
| №   | Название                              | Автор(ы)                                          | Длительность |
| --- | ------------------------------------- | ------------------------------------------------- | ------------ |
| 1.  | «Nella Fantasia»                      | Эннио Морриконе, Кьяра Ферро                      | 4:27         |
| 2.  | «Аве Мария»                           | Франц Шуберт                                      | 4:53         |
| 4.  | «La Vida Sin Amor»                    | Гомес, Крюгер, Магнуссон, Питити, Рогадо, Саджезе | 3:39         |
| 5.  | «Everytime I Look at You»             | Энди Хилл                                         | 3:29         |
| 6.  | «The Power of Love (La Fuerza Mayor)» | Марк О’Тул, Питер Джил, Холли Джонсон             | 4:59         |
| 7.  | «You Raise Me Up (Por tí seré)»       | Брендан Грэм, Рольф Лёвланд                       | 4:02         |
| 8.  | «Crying»                              | Рой Орбисон, Джо Мелсон                           | 3:25         |
| 9.  | «She»                                 | Шарль Азнавур, Герберт Крецмер                    | 2:51         |
| 10. | «Hallelujah (Aleluya)»                | Леонард Коэн                                      | 3:20         |
| 11. | «Pour que tu m'aimes encore»          | Жан-Жак Гольдман                                  | 3:54         |
| 12. | «The Impossible Dream»                | Митч Ли, Джо Дарион                               | 4:06         |
| 13. | «O Holy Night (Notte di luce)»        | Адольф Адан, Пласид Каппо                         | 4:00         |

## Места в чартах
| Страна         | Статус | Место |
| Польша         |        | #1    |
| Япония         |        | #1    |
| Швейцария      |        | #16   |
| Австрия        |        | #13   |
| Нидерланды     |        | #5    |
| Бельгия        |        | #3    |
| Швеция         |        | #10   |
| Финляндия      |        | #30   |
| Испания        |        | #10   |
| Португалия     |        | #11   |
| Новая Зеландия |        | #17   |
| Великобритания |        | #17   |
| Ирландия       |        | #23   |
| Канада         |        | #25   |
| Германия       |        | #43   |